# Gerry Studds
Gerry Eastman Studds, né le 12 mai 1937 à Mineola (New York) et mort le 14 octobre 2006 à Boston, est un homme politique américain. Membre du Parti démocrate, il est élu pour le Massachusetts à la Chambre des représentants des États-Unis de 1973 à 1997.
Il est la première personne membre du Congrès des États-Unis ouvertement homosexuel.

## Biographie

### Études et débuts en politique
Gerry Studds grandit à Hingham dans la région du cap Cod. Il étudie à l'université Yale où il obtient un baccalauréat universitaire en 1959 et un master en enseignement en 1961.
Diplômé de Yale, il rejoint le Service extérieur des États-Unis avant de servir dans l'équipe de John Fitzgerald Kennedy à la Maison-Blanche. Après une brève mission d'assistant parlement de Harrison A. Williams (en), il devient enseignant à l'école St. Paul (en) de Concord. Au sein de cette école préparatoire à l'université, il enseigne l'histoire et la science politique de 1965 à 1969. En août 2018, il accusé d'avoir eu des comportements inappropriés avec plusieurs étudiants de l'école.
Engagé au sein du Parti démocrate, il devient le coordonnateur de la campagne d'Eugene McCarthy dans le New Hampshire lors de l'élection présidentielle américaine de 1968. À ce poste, il organise la campagne de McCarthy dans le New Hampshire. Le bon score de McCarthy dans cet État poussera finalement le président Lyndon B. Johnson à se retirer.

### Représentant des États-Unis
En 1972, il est élu au Chambre des représentants des États-Unis alors que le Massachusetts est le seul Etat du pays à ne pas voter pour Richard Nixon. Il représente la région du cap Cod, une circonscription détenue par les républicains depuis 50 ans.
Au début des années 1980, une importante enquête est menée sur des accusations de mauvaises conduites sexuelles au sein du Congrès. Studds est accusé d'avoir eu des relations sexuelles avec un page de 17 ans en 1973, ce qu'il reconnaît. Le rapport concernant Studds affirme que le représentant a invité le jeune homme chez lui à Georgetown et lui a fait boire de la vodka. Le jeune homme déclare que la relation était consensuelle, Studds n'est pas inquiété puisque la majorité sexuelle est fixée à 16 ans à Washington. 
Contrairement à certains de ces prédécesseurs englués dans des scandales sexuels similaires (Bob Bauman et Jon Hinson), Studds choisit de faire son coming out et devient le premier élu du Congrès des États-Unis ouvertement homosexuel. Il refuse de s'excuser publiquement, estimant qu'il s'agit d'une relation consensuelle. En juillet 1983, Studds est réprimandé par la Chambre des représentants (par 420 voix contre 3). Il perd alors la présidence de la commission des règles et de la commission des gardes-côtes et de la navigation. Il est toutefois réélu l'année suivante avec 55,7 % des voix (contre 68,7 % en 1982). Studds sera réélu à plusieurs reprises jusqu'en 1994. Après un mandat passé dans la minorité, il choisit de ne pas se représenter en 1996.
Au Congrès, il est un important opposant à la politique étrangère du président Ronald Reagan (sur le soutien aux Contras et la guerre des étoiles notamment). Durant ses différents mandats, il est reconnu pour sa défense des pêcheurs de la région du cap Cod — en tant que président de la commission de la marine marchande et des pêcheries à partir de 1990 — et pour son soutien à la création de plusieurs parcs naturels dans la région. Après son coming out, il devient également un défenseur des droits de personnes homosexuelles,.

### Après le Congrès
Retraité du Congrès, Studds devient lobbyiste pour l'industrie maritime.
En 2004, Gerry Studds et Dean Hara sont l'un des premiers couples à se marier après la légalisation du mariage homosexuel dans le Massachusetts.
Le 3 octobre 2006, Studds est victime d'un malaise liée à une maladie cardiovasculaire alors qu'il promène son chien. Il meurt quelques jours plus tard, le 14 octobre, au Centre médical universitaire de Boston. Après sa mort, son époux se bat contre le Defense of Marriage Act que Studds avait combattu lors de son adoption en 1996. Hara devient plaignant dans le procès contre la loi, qui l'empêche en effet d'obtenir la pension de réversion et les bénéfices sociaux accordés aux veufs de membres du Congrès car elle interdit la reconnaissance du mariage homosexuel au niveau fédéral. La Cour suprême juge la loi inconstitutionnelle en 2013.
Dans un procès en 2018, Studds est accusé d'abus sexuels sur des élèves de l'école Saint-Paul à Concord, dans le New Hampshire, alors qu'il y était enseignant dans les années 1960.